# Harrejaure (Gällivare socken, Lappland, 750589-162435)
Harrejaure är en sjö i Gällivare kommun i Lappland och ingår i Kalixälvens huvudavrinningsområde. Sjön har en area på 4,9 kvadratkilometer och ligger 592 meter över havet. Harrejaure ligger i Sjaunja Natura 2000-område. Sjön avvattnas av vattendraget Harrejåkka.

## Delavrinningsområde
Harrejaure ingår i det delavrinningsområde (750164-162620) som SMHI kallar för Utloppet av Harrejaure. Medelhöjden är 763 meter över havet och ytan är 59,6 kvadratkilometer. Det finns inga avrinningsområden uppströms utan avrinningsområdet är högsta punkten. Harrejåkka som avvattnar avrinningsområdet har biflödesordning 2, vilket innebär att vattnet flödar genom totalt 2 vattendrag innan det når havet efter 402 kilometer. Avrinningsområdet består mestadels av skog (27 procent), öppen mark (11 procent) och kalfjäll (52 procent). Avrinningsområdet har 5,23 kvadratkilometer vattenytor vilket ger det en sjöprocent på 8,8 procent.